# Pidhaiți, Luțk
Pidhaiți (în ucraineană Підгайці) este localitatea de reședință a comunei Pidhaiți din raionul Luțk, regiunea Volînia, Ucraina.

## Demografie
Componența lingvistică a localității Pidhaiți
     Ucraineană (99,1%)
     Alte limbi (0,9%)
Conform recensământului din 2001, majoritatea populației localității Pidhaiți era vorbitoare de ucraineană (99,1%), existând în minoritate și vorbitori de alte limbi.